# Alma – Marceau (stanice metra v Paříži)
Alma – Marceau je nepřestupní stanice pařížského metra na lince 9 v 8. obvodu v Paříži. Nachází se pod Avenue du Président Wilson. Na druhé straně řeky přes most Alma je možné přestoupit na linku RER C.

## Historie
Stanice byla otevřena 27. května 1923 při prodloužení úseku linky Trocadéro ↔ Saint-Augustin.

## Název
Název stanice se skládá ze dvou částí. Alma je název zdejšího mostu a náměstí, které odkazují na bitvu na řece Almě, ve které francouzsko-britsko-turecká vojska zvítězila nad Ruskem v roce 1854 během Krymské války.
Druhá část názvu stanice je odvozena od Avenue Marceau, pojmenované po generálu jménem François Séverin Marceau-Desgravier (1769–1796).

## Vstupy
Vchod do stanice se nachází na Avenue du Président Wilson.

## Zajímavosti v okolí
- Na Place de l'Alma byl v roce 1989 umístěn Flamme de la Liberté (Plamen Svobody), dar amerického deníku International Herald Tribune Francii. Jedná se o repliku plamene Sochy Svobody darované Francií Spojeným státům. Po smrti princezny Diany v tunelu Alma, který prochází pod náměstím, se stal jejím neoficiálním památníkem.
- Crazy Horse na Avenue George-V, slavný pařížský kabaret založený roku 1951
- Musée d'art moderne de la Ville de Paris (Muzeum moderního umění města Paříže) umístěné v Palais de Tokyo
- Musée du quai Branly
- Na levém břehu Seiny je veřejný vstup do pařížských stok